# جو آن كامبل
جو آن كامبل (بالإنجليزية: Jo Ann Campbell) هي مغنية أمريكية، ولدت في 20 يوليو 1938 في جاكسونفيل في الولايات المتحدة.

## وصلات خارجية
- جو آن كامبل على موقع IMDb (الإنجليزية)
- جو آن كامبل على موقع ميوزك برينز (الإنجليزية)
- جو آن كامبل على موقع ديسكوغز (الإنجليزية)
- جو آن كامبل على موقع قاعدة بيانات الفيلم (الإنجليزية)